# Vallbona d'Anoia
Vallbona d'Anoia és un municipi de la comarca de l'Anoia que té uns 1400 habitants. La Festa del Roser de Vallbona d'Anoia forma part del Catàleg del Patrimoni Festiu de Catalunya.
El 2019, l'alcaldessa és Meritxell Baqué.

## Geografia
- Llista de topònims de Vallbona d'Anoia (Orografia: muntanyes, serres, collades, indrets..; hidrografia: rius, fonts...; edificis: cases, masies, esglésies, etc).

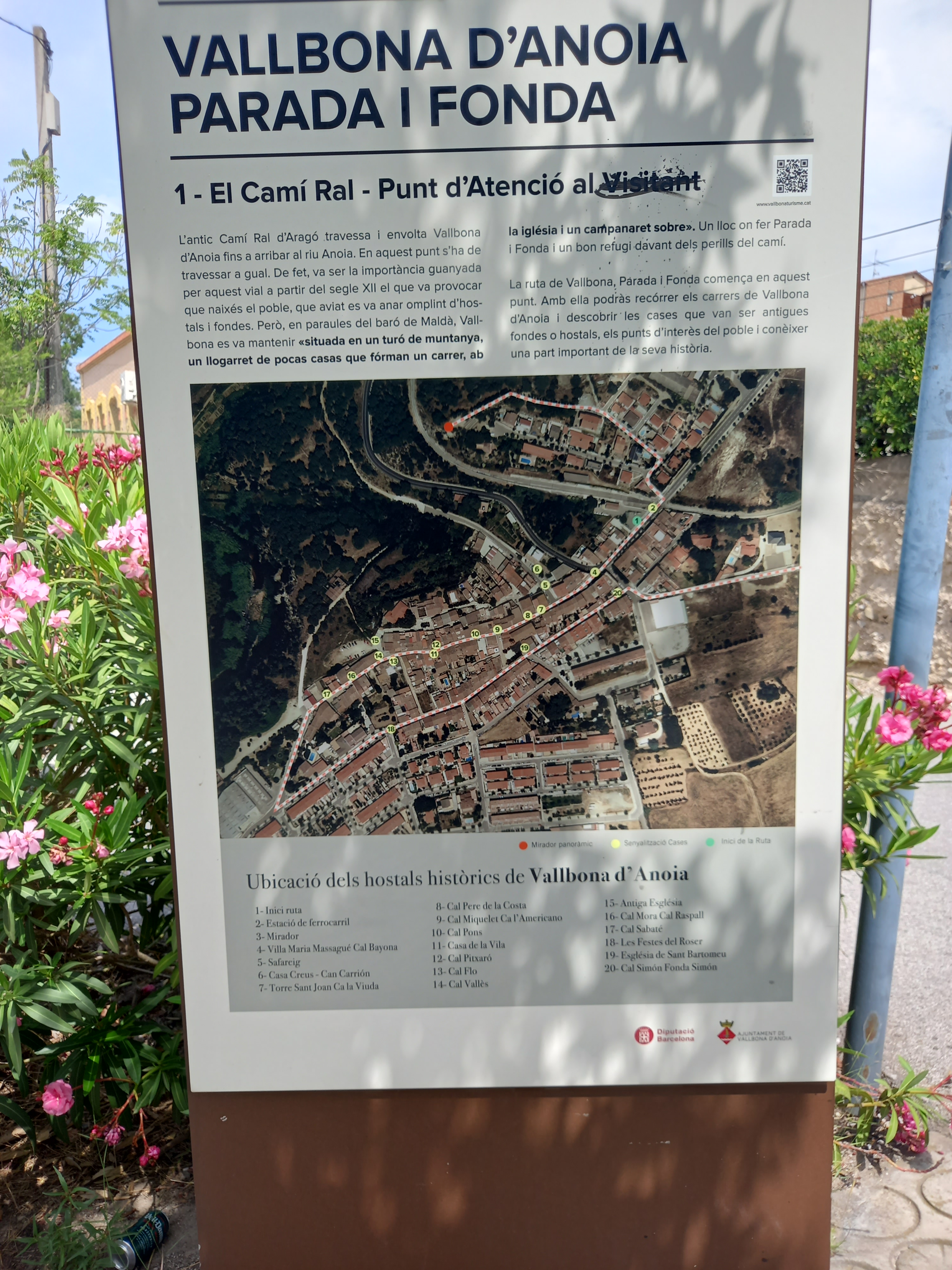
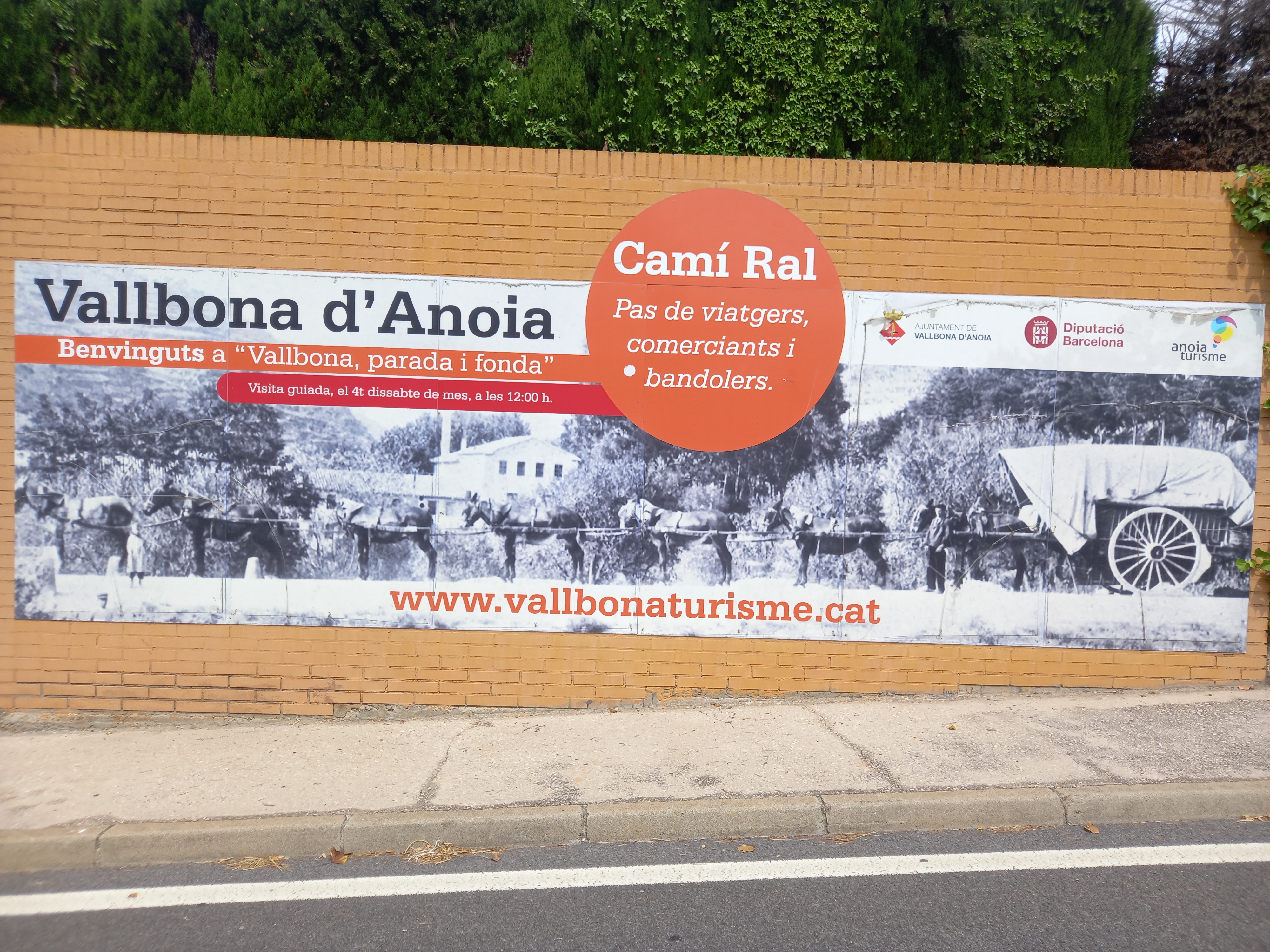

## Demografia
| 1497 f | 1515 f | 1553 f | 1717 | 1787 | 1857 | 1877 | 1887 | 1900 | 1910 |
| ------ | ------ | ------ | ---- | ---- | ---- | ---- | ---- | ---- | ---- |
| 8      | 9      | 12     | 185  | 243  | 689  | 758  | 737  | 767  | 814  |

| 1920 | 1930 | 1940 | 1950 | 1960 | 1970 | 1981  | 1990  | 1992  | 1994  |
| ---- | ---- | ---- | ---- | ---- | ---- | ----- | ----- | ----- | ----- |
| 874  | 755  | 679  | 664  | 677  | 824  | 1.044 | 1.062 | 1.051 | 1.051 |

| 1996  | 1998  | 2000  | 2002  | 2004  | 2006  | 2008  | 2010  | 2012  | 2014  |
| ----- | ----- | ----- | ----- | ----- | ----- | ----- | ----- | ----- | ----- |
| 1.037 | 1.046 | 1.089 | 1.079 | 1.190 | 1.311 | 1.387 | 1.423 | 1.432 | 1.424 |

| 2016  | 2018  | 2020  | 2022  | 2024  | 2026 | 2028 | 2030 | 2032 | 2034 |
| ----- | ----- | ----- | ----- | ----- | ---- | ---- | ---- | ---- | ---- |
| 1.412 | 1.399 | 1.357 | 1.387 | 1.406 | -    | -    | -    | -    | -    |